# Prudence (poète)
Pour les articles homonymes, voir Prudence.
Prudence, de son nom romain complet Aurelius Prudentius Clemens, né en 348 à Calahorra, dans le nord de l'Espagne, et mort vers 408, est un poète romain au service de la religion chrétienne, à l'époque où, après le règne de Constantin, elle s'impose comme religion officielle de l'Empire, malgré la tentative de l'empereur Julien pour défendre les religions traditionnelles et malgré les efforts des chrétiens ariens pour promouvoir leur confession.

## Biographie

### Origines familiales et formation
Prudence appartient à une famille chrétienne et reçoit une excellente éducation[réf. nécessaire]. Il étudie le droit, avant de devenir fonctionnaire. 
Âgé de 14 ans au début de la réaction païenne de Julien, il a pu être concerné d'assez près[pas clair] par ses mesures contre les enseignants chrétiens. 

### Carrière de fonctionnaire
Il réside probablement à Milan durant l'épiscopat d'Ambroise de Milan et a pu être témoin des luttes contre le dernier carré païen (affaire de l'autel de la Victoire en 384) et contre des hérétiques entre 385 et 386 (occupation de la basilique Porcienne par l'impératrice-mère Justine, arienne, ainsi que de la découverte des restes des saints Gervais et Protais (en 386) ou de la pénitence publique de Théodose Ier après le massacre de Thessalonique (en 390).
Après avoir gouverné deux villes importantes[Lesquelles ?], Prudence est appelé à la cour de l'empereur Théodose Ier. 

### Retrait de la vie publique (vers 400) et écriture
Considérant ce qu'a été la vie qu'il a menée jusque-là, il la trouve médiocre et se retire de la vie publique, renonçant aux vanités du monde pour pratiquer un ascétisme rigoureux. 
Il se consacre alors à la poésie, qu'il met, comme il le dit dans la Praefatio (poème programmatique) au service de la religion et de l'Église. Ce qu'il écrit à propos de sa jeunesse, hormis le fait qu'il a pratiqué le droit, est stéréotypé, peut-être sur le modèle du début des Confessions d'Augustin d'Hippone.
Prudence conclut la Præfatio par l'affirmation de sa conversion et de son désir de plaire à Dieu, sinon par ses mérites, du moins grâce à ses poèmes, qu'il énumère en évoquant leur propos. On entrevoit dans le Cathemerinon la vie ascétique qu'il mène, avec la célébration des heures, l'observation de jeûnes et même un régime édénique fait de produits végétaux, de lait et de miel.
Poète prolifique, il écrit près de 20 000 vers en quelques années.

### Mort et funérailles
Il meurt probablement avant le sac de Rome par Alaric Ier en 410. 

## Œuvres
Comme Horace, Prudence a écrit une partie de son œuvre en hexamètres dactyliques, et plus de la moitié dans d'autres formes poétiques[pas clair]. 
Ses œuvres peuvent être classées en trois groupes : lyriques, didactiques et polémiques.

### Poèmes hexamétriques
Les poèmes hexamétriques sont épigraphiques[pas clair] : 
- Dittochæon, tableaux de scènes bibliques, quatrains en hexamètres dactyliques,
- Peristephanon 8, inscription pour un baptistère, en distiques élégiaques,

et didactiques ; 
- Apotheosis, sur Dieu et le dogme de la Trinité ;
- Hamartigenia (῾Αμαρτιγένεια), sur le péché originel ;
- Psychomachie, sur le combat de l'âme, et dans l'âme (entre Vices - païens - et Vertus - chrétiennes - personnifiés), important du point de vue de l'histoire littéraire, car il s'agit du premier exemple en Occident de poésie allégorique ;

- Contra Symmachum, son travail le plus personnel, contre l'adresse à l'empereur Valentinien II par le sénateur Quintus Aurelius Symmaque qui voulait relever l'Autel de la Victoire.

### Autres formes métriques
Parmi les autres pièces, composées dans des formes métriques variées, on peut distinguer :

#### Cathemerinon
- Cathemerinon (καθημερινω̂ν ὑμνω̂ν)., sur la sanctification de certaines heures, des circonstances de la vie, des fêtes et jours choisis.
  -     - 1. Ad Gallicantum
    - 2. Hymnus Matulinus
    - 3. Hymnus ante cibum
    - 4. Hymnus post cibum
    - 5. Hymnus ad incensum lucerne
    - 6. Hymnus ante somnum
    - 7. Hymnus jejunantium
    - 8. Hymnus post jejunium
    - 9. Hymnus omni hora
    - 10. Hymnus in exsequiis defunctorum
    - 11. Hymnus de natali Domini
    - 12. Hymnus Epiphaniae

#### Peristephanon
Cet ouvrage concerne plusieurs martyrs chrétiens.

#### Poèmes programmatiques
- (Præfatio', Epilogus)
- Préface à chacun des traités didactiques (præfationes, sans titre)
- Hymnus de Trinitate.

## Caractéristiques de l'œuvre de Prudence

### Une illustration des doctrines chrétiennes
L'œuvre de Prudence est entièrement « chrétienne » : ses poèmes didactiques ont un contenu théologique et moral (Apotheosis : nature de Dieu - en particulier, doctrine de la Trinité ; Hamartigenia : origine du mal ; Psychomachia : combat de l'âme, et dans l'âme, de Vertus et de Vices personnifiés) ou polémique (Contra Symmachum : contre le paganisme) ; sa partie lyrique ou épigraphique est liée soit à la prière et à la liturgie (Cathemerinon : heures, circonstances de la vie chrétienne, fêtes du Seigneur ; Peristephanon : martyrs), soit à leur cadre (Dittochæon, ainsi que Peristephanon).
Un tel éclectisme dans les sujets et dans les formes métriques, mettant les ressources de la poésie profane au service de la culture et de la pensée chrétiennes, évoque les premiers auteurs latins (Livius Andronicus, Nævius), polygraphes qui transposaient les genres littéraires grecs en langue latine.[réf. nécessaire]

### Un ensemble structuré
Ce qu'il y a de singulier chez Prudence est l'organisation de ses poèmes variés en un ensemble structuré - tentative apparemment sans parallèle dans l'Antiquité. Prudence ne se limitait donc pas à donner une réponse concrète aux attaques dirigées par ceux qui voulaient, pour diverses raisons, dissocier le christianisme de la culture latine, mais, sur le plan littéraire même, il introduisait un concept nouveau.

### Sources d'inspiration
Prudence est un poète « alexandrin »,[pas clair] chez qui la tradition littéraire est omniprésente et en même temps sans cesse revisitée, déformée. Ses sources sont nombreuses. 
Comme tout Romain lettré, Prudence connaît par cœur Virgile[réf. nécessaire] (cette évolution perdure chez les chrétiens, qui voient dans la IVe Bucolique un texte prophétique) et compte également Horace parmi ses références. Horace est l’un des grands modèles de Prudence : on le voit avec la nature des mètres choisis, et la bipartition d'une œuvre entre poèmes hexamétriques et pièces lyriques de formes variées. On identifie nombre d'autres réminiscences lexicales ou thématiques d'auteurs profanes, notamment de poètes.
Prudence a pu fréquenter des poètes de cour tels Ausone  et Claudien (avec lequel il polémique indirectement). Il a peut-être rencontré à Rome saint Paulin de Nole, auquel il rend hommage dans un catalogue de pèlerins. L’influence de ses contemporains fut surtout celle de saint Ambroise, qui lui fournit l'essentiel de ses thèmes et — par l'intermédiaire de l'évêque de Milan, puis de manière posthume, à Rome — du pape saint Damase, auteur d'épigrammes consacrées aux martyrs . 
D'un autre ordre est l'inspiration biblique, très présente dans certains passages. Enfin, on constate que, conformément au goût des anciens, affleure ici et là le vocabulaire technique — qui, par sa singularité ou sa rareté, peut prendre une valeur poétique —, emprunté notamment au droit (que Prudence a pratiqué), à la critique littéraire, à la médecine et aux arts appliqués.

## Réception et postérité au Moyen Âge
Prudence a une renommée considérable pendant tout le Moyen Âge, notamment à l'époque carolingienne : on étudie et on commente ses œuvres dans les monastères. On le copie aussi abondamment : les manuscrits conservés de Prudence sont très nombreux, seule la Bible a davantage été copiée[réf. nécessaire].
Il est imité, entre autres, par Sextus Amarcius dans ses Sermones. 

## Éditions contemporaines

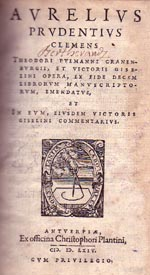
Édition ancienne des œuvres de Prudence

### Texte latin
- Aurelii Prudentis Clementis carmina = CSEL 61, ed. Johannes Bergman, Vindobonæ - Lipsiæ, 1926
- Prudentii carmina (= CCL 126), ed. Maurice P. Cunningham, Turnhout, 1966

### Texte latin et traduction
- Tome I : « Cathemerinon Liber (Livre d’heures) », Édité par Maurice Lavarenne, 152 p., Les Belles Lettres (coll. Budé Série latine), 1944 (3e édition, 1972)  (ISBN 2251-01194-3)
- Tome II : « Apotheosis (Traité de la nature de Dieu) - Hamartigenia (De l'origine du mal) », Édité par M. Lavarenne, 154 p., Les Belles Lettres (coll. Budé Série latine), 1945 (2e édition, 1961)  (ISBN 2251-01195-1)
- Tome III : « Psychomachie - Contre Symmaque », Édité par M. Lavarenne, 334 p., Les Belles Lettres (coll. Budé Série latine), 1948 (3e édition, revue par Jean-Louis Charlet, 1992)  (ISBN 2251-01196-X)
- Tome IV : « Le Livre des couronnes - Dittochaeon - Epilogue », Édité par M. Lavarenne, 284 p., Les Belles Lettres (coll. Budé Série latine), 1951 (2e édition, 1963)  (ISBN 2251-01197-8)